# Santa Rosa (Kalifornie)
Santa Rosa je město v okresu Sonoma County ve státě Kalifornie ve Spojených státech amerických. Jedná se o největší město v Sonoma County, 25. největší město v Kalifornii a 144. největší město ve Spojených státech amerických. Jedná se zároveň o páté největší město v tzv. Bay Area na západním pobřeží USA po městech San Francisco, San Jose, Oakland a Fremont. 
K roku 2020 zde žilo 178 127 obyvatel. S celkovou rozlohou 111 km² byla hustota zalidnění 1 600 obyvatel na km². Město bylo založeno v roce 1833, přičemž bylo pojmenováno po Růženě Limské. Město se nachází v oblasti se středozemským podnebím.